# Paolo Ferrari

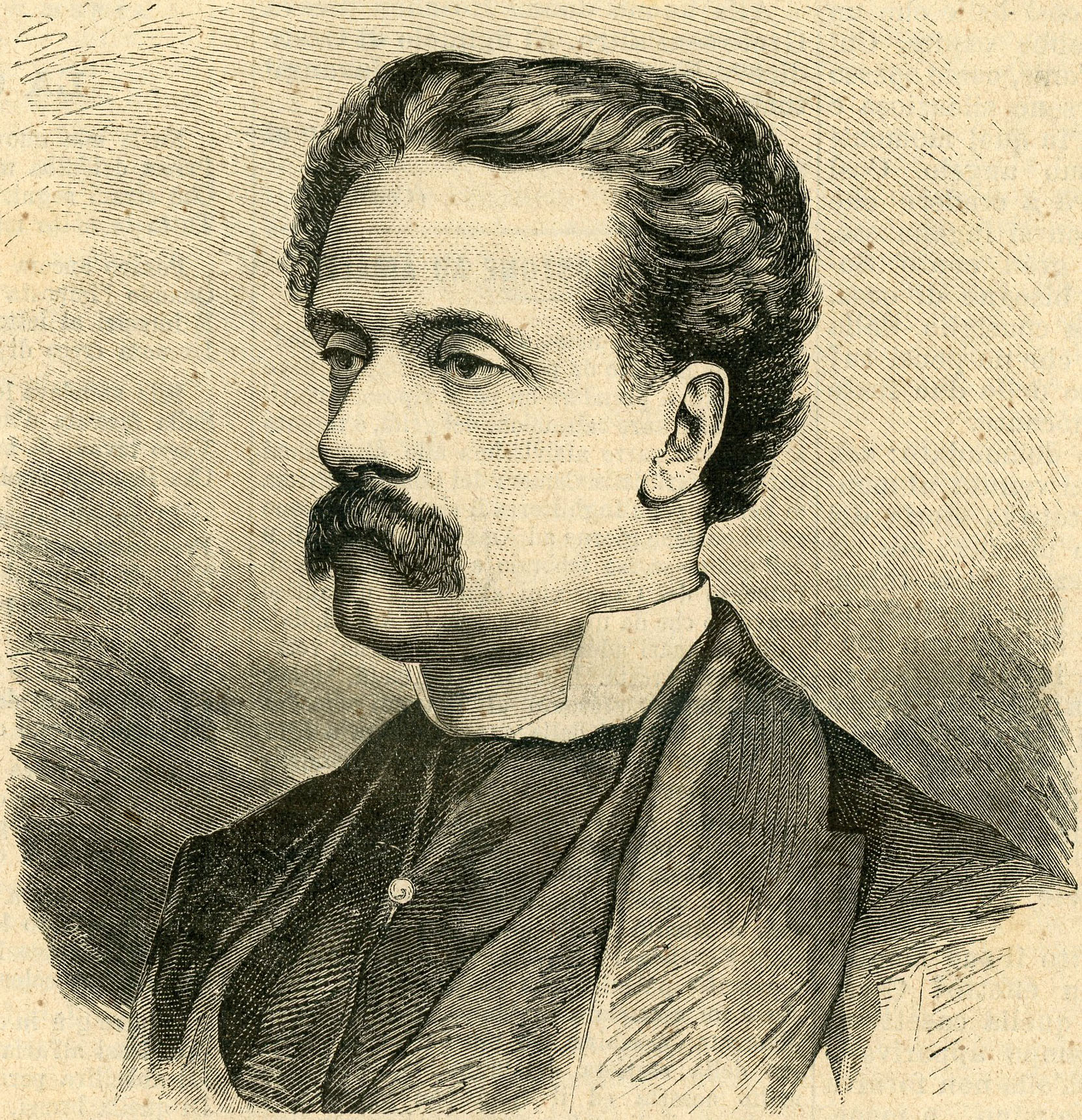

Paolo Ferrari, född 1822, död 1889, var en italiensk författare.
Ferrari debuterade 1847, och formades som författare under Italienska enandets mest intensiva förberedelsetid, en period, då Italiens författare framför allt såg politisk mission som sitt uppdrag. Ferraris dramer, såsom Il duello (1868), Il suicidio (1876), Due Dame (1877) utformades alla med tydliga politiska motiv, och hans karaktärer har av senare tiders kritiker kallats "levandegjorda kategoriska imperativ". Friare är hans historiska komedier, bland vilka märks 1700-talspastischerna Goldoni e le sue sedici commedie nuove (1851) och Unoa poltrona storica (1853), samt lustspelen El sor Bartolomeo calzolaro och La medicina di una ragazza malata. Han Opera drammatiche utkom i 15 band 1877-84 och hans Teatro scelco (1890).